# Tamatia à gorge rousse
Hypnelus ruficollis
Espèce
Statut de conservation UICN

 LC  : Préoccupation mineure
Le Tamatia à gorge rousse (Hypnelus ruficollis) est une espèce d'oiseaux de la famille des bucconidés (ou Bucconidae).

## Répartition
Cet oiseau vit au Venezuela et dans le nord-est de la Colombie.

## Taxinomie
En 2013, le Congrès ornithologique international, dans sa classification de référence (version 3.3), donne à la sous-espèce Hypnelus ruficollis bicinctus le statut d'espèce à part entière, Hypnelus bicinctus. Cette évolution est justifiée par l'isolement de l'espèce qui ne s'hybride que rarement avec les populations de Hypnelus ruficollis génétiquement proches.

### Sous-espèces
D'après Alan P. Peterson et le Congrès ornithologique international, il existe six sous-espèces :
- Hypnelus ruficollis coloratus  Ridgway, 1914
- Hypnelus ruficollis decolor  Todd & Carriker, 1922
- Hypnelus ruficollis ruficollis  (Wagler, 1829)
- Hypnelus ruficollis stoicus  Wetmore, 1939
- Hypnelus ruficollis striaticollis  W.H. Phelps & W.H. Phelps Jr, 1958